# Арлін Дал
Арлін Керол Дал (англ. Arlene Carol Dahl; 11 серпня 1925, Міннеаполіс, Міннесота — 29 листопада 2021, Нью-Йорк) — американська акторка театру, кіно та телебачення. Мати Лоренцо Ламаса.

## Життєпис
Народилася 11 серпня 1925 року у Міннеаполісі, штат Міннесота, в родині норвезьких іммігрантів Рудольфа Дала та Ідель Свон. З дитиства захоплювалася театром, відвідувала ораторські курси та уроки танців. Після закінчення школи вступила до місцевої драматичної трупи, одночасно працюючи моделлю. Нетривалий час навчалася в Університеті Міннесоти, після чого переїхала до Чикаго, а потім до Нью-Йорка, де грала на сцені і була помічена голлівудським агентом.
Її справжній кінодебют відбувся 1947 року в музичному фільмі «Моя дика ірландська роза» Девіда Батлера, після успіху якого студія Metro-Goldwyn-Mayer уклала з нею довготривалий контракт. Надалі в неї були головні ролі у фільмах «Панування терору» (1949) Ентоні Манна, «В тилу ворога» (1950) Сема Вуда, «Три маленькі слова» (1950) Річарда Торпа, «Відтінок червоного» (1956) Алана Двона, «Фортуна — це жінка» (1957) Сідні Гілліата, «Подорож до центру Землі» (1959) Генрі Левіна.
На початку 1950-х років познайомилася з актором Лексом Баркером, з яким вступила у шлюб 16 квітня 1951 року, і розлучилася наступного року. 1954 року її другим чоловіком став аргентинський актор Фернандо Ламас. 1958 року у подружжя народився син Лоренцо Ламас, який теж став актором. Після народження сина Дал в основному завершила свою кар'єру, хоча й продовжувала з'являтися у другорядних ролях в кіно та на телебаченні. Пізніше працювала журналісткою та заснувала власну лінію білизни та косметики. Після розлучення з Ламасом 1960 року акторка ще чотири рази ставала до шлюбу та народила ще двох дітей — доньку Крістіну Керол Холмс від третього чоловіка Крістіана Холмса, техаського нафтовика, та сина Ронсвіла Андреаса Шаума від п'ятого чоловіка Р. Шаума. Її останньою роллю в кіно стала роль матері головного героя у виконанні Лоренцо Ламаса у відеофільмі «Ніч воїна» (1991). Її внесок до американської кіноіндустрії відмічено іменною зіркою на Голлівудській алеї слави. 1984 року її чоловіком став дизайнер Марк Розен, з яким вони проживали між Нью-Йорком та Вест-Палм-Біч, штат Флорида, і шлюб з яким тривав до самої смерті акторки.
Арлін Дал померла 29 листопада 2021 року в себе вдома у Нью-Йорку в 96-річному віці.

## Вибрана фільмографія
| Рік       |   | Українська назва              | Оригінальна назва                  | Роль                           |
| --------- | - | ----------------------------- | ---------------------------------- | ------------------------------ |
| 1947      | ф | Моя дика ірландська роза      | My Wild Irish Rose                 | Роза Донован                   |
| 1948      | ф | Наречена божеволіє            | The Bride Goes Wild                | Тіллі Сміт Олівер              |
| 1948      | ф | Південний янкі                | A Southern Yankee                  | Салліван Везербі               |
| 1949      | ф | Панування терору              | Reign of Terror                    | Мадлон                         |
| 1950      | ф | В тилу ворога                 | Ambush                             | Енн Дюверел                    |
| 1950      | ф | Три маленькі слова            | Three Little Words                 | Ейлін Персі                    |
| 1951      | ф | Без зайвих запитань           | No Questions Asked                 | Елен Сейберн Джесман           |
| 1952      | ф | Золоті Кариби                 | Caribbean Gold                     | Крістін Барклай Макалістер     |
| 1953      | ф | Діамантова королева           | The Diamond Queen                  | королева Майя                  |
| 1954      | ф | Світ жінки                    | Woman's World                      | Керол Телбот                   |
| 1956      | ф | Відтінок червоного            | Slightly Scarlet                   | Дороті Лайонс                  |
| 1957      | ф | Фортуна — це жінка            | Fortune Is a Woman                 | Сара Мортон Бренвілл           |
| 1959      | ф | Подорож до центру Землі       | Journey to the Center of the Earth | Карла Гетеборг                 |
| 1964      | ф | Поцілунки для мого президента | Kisses for My President            | Доріс Рейд Вівер               |
| 1969      | ф | Шлях до Катманду              | The Pleasure Pit                   | Лорін                          |
| 1970      | ф | Загарбники землі              | Land Raiders                       | Марта Карденас                 |
| 1979—1987 | с | Човен кохання                 | The Love Boat                      | різні персонажі                |
| 1981      | с | Острів Фантазій               | Fantasy Island                     | Амелія Шелбі                   |
| 1981—1984 | с | Одне життя, щоб жити          | One Life to Live                   | Люсінда Шенк Вілсон            |
| 1991      | ф | Ніч воїна                     | Night Of The Warrior               | Іді Кін, мати Майлза           |
| 1995—1997 | с | Ренегат                       | Renegade                           | Вірджинія Бідл / Елейн Карлайл |
| 1995      | с | Всі мої діти                  | All My Children                    | леді Люсіль                    |
| 1999      | с | Ейр Америка                   | Air America                        | Синтія Гарленд                 |